# Magna Plaza

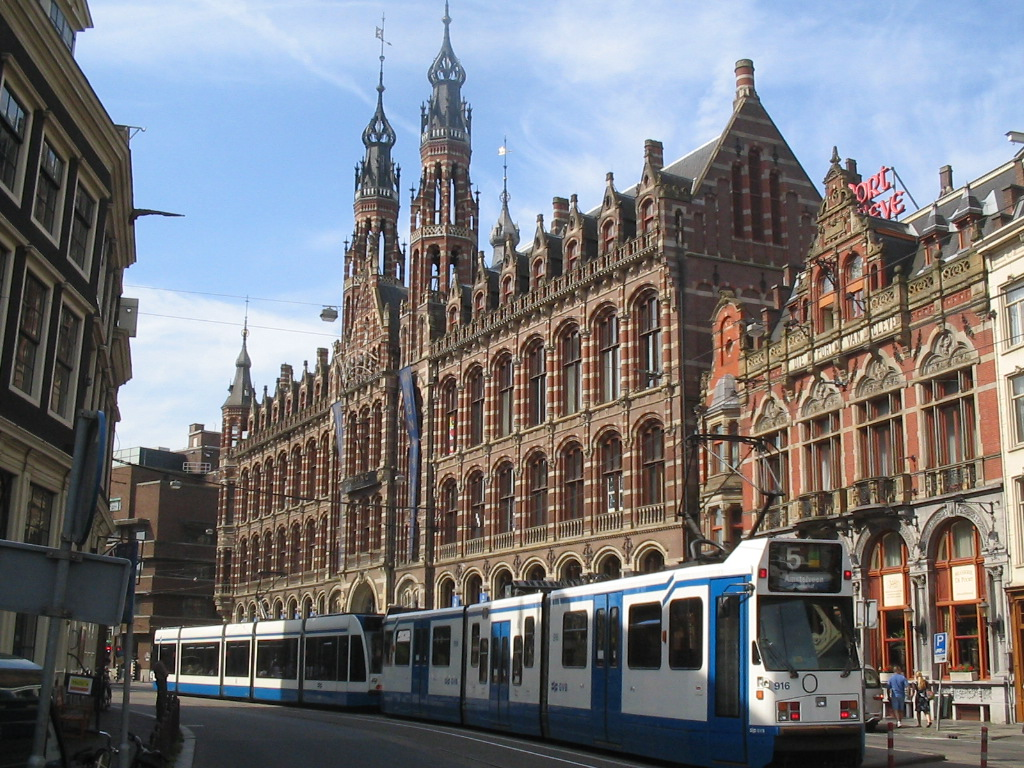
Ehemaliges Hauptpostamt

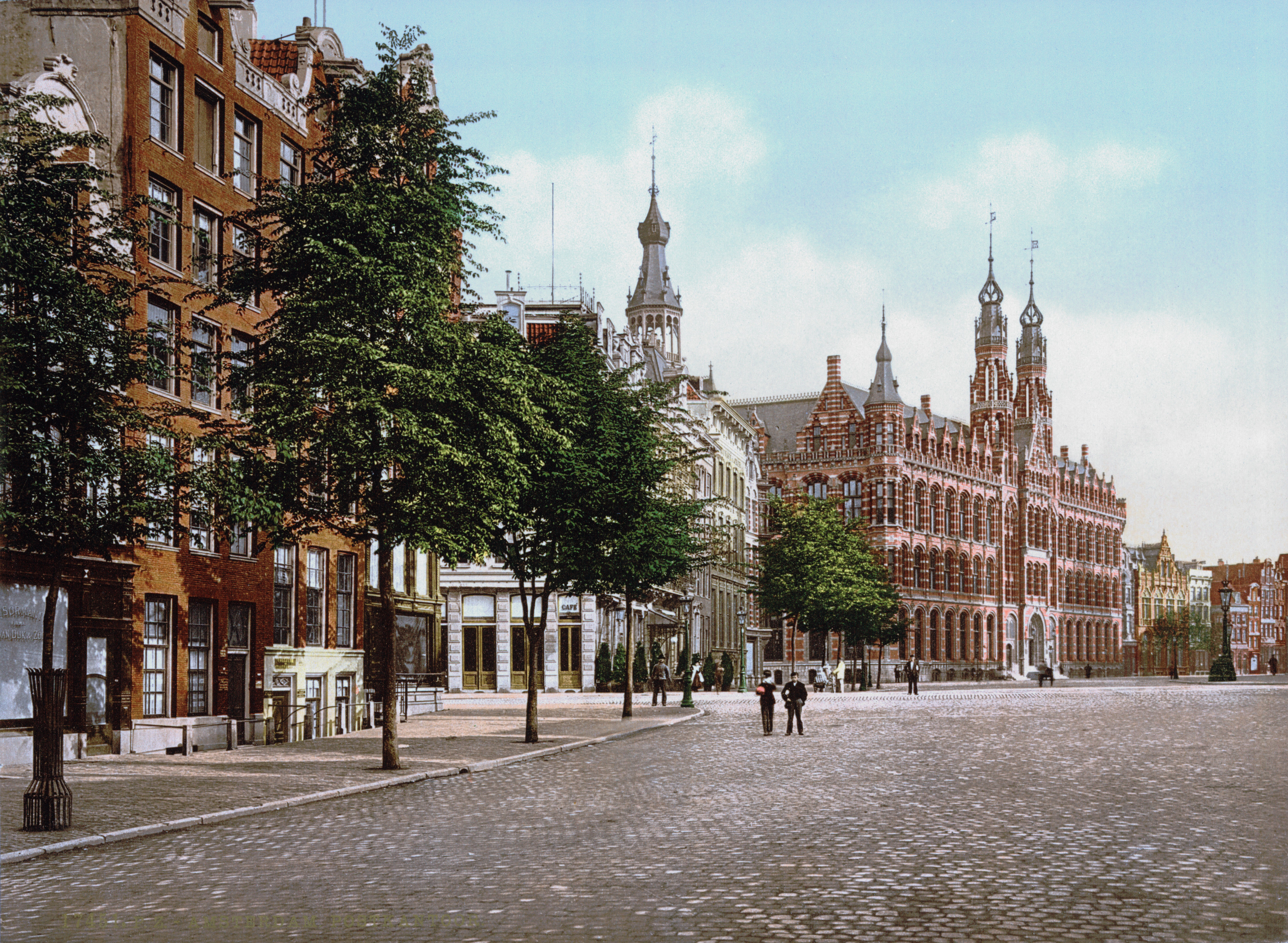
Historische Ansicht um 1900

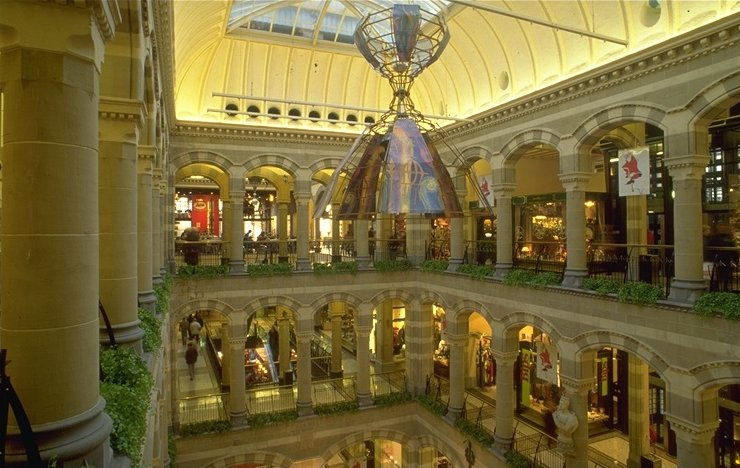
Große Innenhalle

Das ehemalige Amsterdamer Hauptpostamt (niederländisch Hoofdpostkantoor, das spätere Einkaufszentrum Magna Plaza) befindet sich am Nieuwezijds Voorburgwal hinter dem Königlichen Palast am Dam-Platz. Das Gebäude wurde in einer Mischung aus verschiedenen Neostilen errichtet, insbesondere unter Verwendung von Elementen der Neogotik und Neorenaissance (auch bekannt als Postamtgotik). Es steht auf Platz 6 der Top 100 der niederländischen Kulturdenkmäler von 1990.

## Geschichte
Das Hauptpostamt wurde in den Jahren 1895–1899 nach einem Entwurf des leitenden Regierungsarchitekten C. H. Peters als Ersatz für das 1854 von F. W. Conrad und Cornelis Outshoorn errichtete, alte Königliche Postamt am damals noch unübersichtlichen Nieuwezijds Voorburgwal gebaut, das kurz vor seinem Abriss 1897 als Ausstellungsgebäude diente.

## Äußeres
Die Backsteinfassade ist reichlich und vielfältig mit Naturstein verziert und weist reich profilierte Fenster- und Türrahmen auf. Entlang der Traufe befindet sich eine große Anzahl von Gauben, jede mit einem eigenen Treppengiebel. Die birnenförmigen Turmkronen mit durchbrochenen Spitzen waren für die Aufnahme der Telefonleitungen vorgesehen, wurden aber durch die unterirdische Verlegung der Kabel von vornherein überflüssig. Diese Türmchen brachten dem Gebäude bald den Spitznamen „Perenburg“ (Birnenburg) ein.

## Innenbereich
Im Inneren befand sich eine zentrale Halle mit Galerien, die in den beiden Stockwerken von Arkaden umgeben waren, und einem Oberlicht darüber. Die öffentliche Funktion des Gebäudes beschränkte sich auf das Erdgeschoss, der Rest des Gebäudes war nur für das Personal des Postunternehmens PTT zugänglich. Nachdem die PTT im Jahr 1987 ihre Absicht bekundet hatte, diesen Standort aufzugeben, wurde er ein Jahr später für 7,5 Mio. Gulden (ca. 3,4 Mio. €) von dem schwedischen Immobilienentwickler Lars-Erik Magnusson erworben, der in dem Gebäude ein Luxus-Einkaufszentrum errichten wollte. Der Erhalt und die optimale Nutzung des monumentalen Gebäudes waren von größter Bedeutung. Die Arbeiten begannen im Februar 1991. Von außen betrachtet, beschränkten sich die Arbeiten fast ausschließlich auf die Reinigung, Reparatur und Restaurierung der Fassaden. Im Inneren wurde das Gebäude vollständig entkernt, wobei die tragenden Elemente und die Dekoration erhalten blieben. Rechts vom zentralen Oberlicht wurde ein bereits vorhandenes, aber seit Jahren geschlossenes Oberlicht vergrößert und sichtbar gemacht, während links ein neues Oberlicht geschaffen wurde. Die so entstandenen Hohlräume wurden bis in den Keller fortgesetzt. In Anlehnung an den Namen des Eigentümers wurde das neue Einkaufszentrum Magna Plaza genannt.

## Restaurierung und Einkaufszentrum
Unerwartete Baumängel verzögerten die Arbeiten; so musste beispielsweise das bestehende Fundament ersetzt werden – was ursprünglich nicht vorgesehen war – und einige der Säulen erwiesen sich als hohl. Die neuen Verkaufsetagen wurden über Rolltreppen und Aufzüge miteinander verbunden. Die bestehenden Treppenhäuser wurden beibehalten, zwei als Nottreppenhäuser und eines als öffentliches Treppenhaus. Schließlich wurden die Dachgeschosse neben den Oberlichtern für die Vermietung als Büros hergerichtet. Nach der umfassenden Restaurierung und dem Umbau unter der Leitung des Projektarchitekten Hans Ruijssenaars wurde das Gebäude am 27. August 1992 als Einkaufszentrum Magna Plaza eingeweiht.
Im April 1999 sah sich Magnusson aufgrund enttäuschender Investitionsergebnisse in Russland gezwungen, Magna Plaza zu veräußern. Er verkaufte alle seine niederländischen Gebäude, darunter auch das Magna Plaza, an die Immobilien-Investmentgesellschaft Uni-Invest. Zehn Jahre später wurde die zweite Etage des Gebäudes restauriert und in eine Lebensmittelhalle umgewandelt. Im April 2019 wurde das Food Department eröffnet, die erste Lebensmittelhalle im Herzen Amsterdams mit verschiedenen Essensständen, Bars und einer Arkadenhalle.

## Historische Baupläne

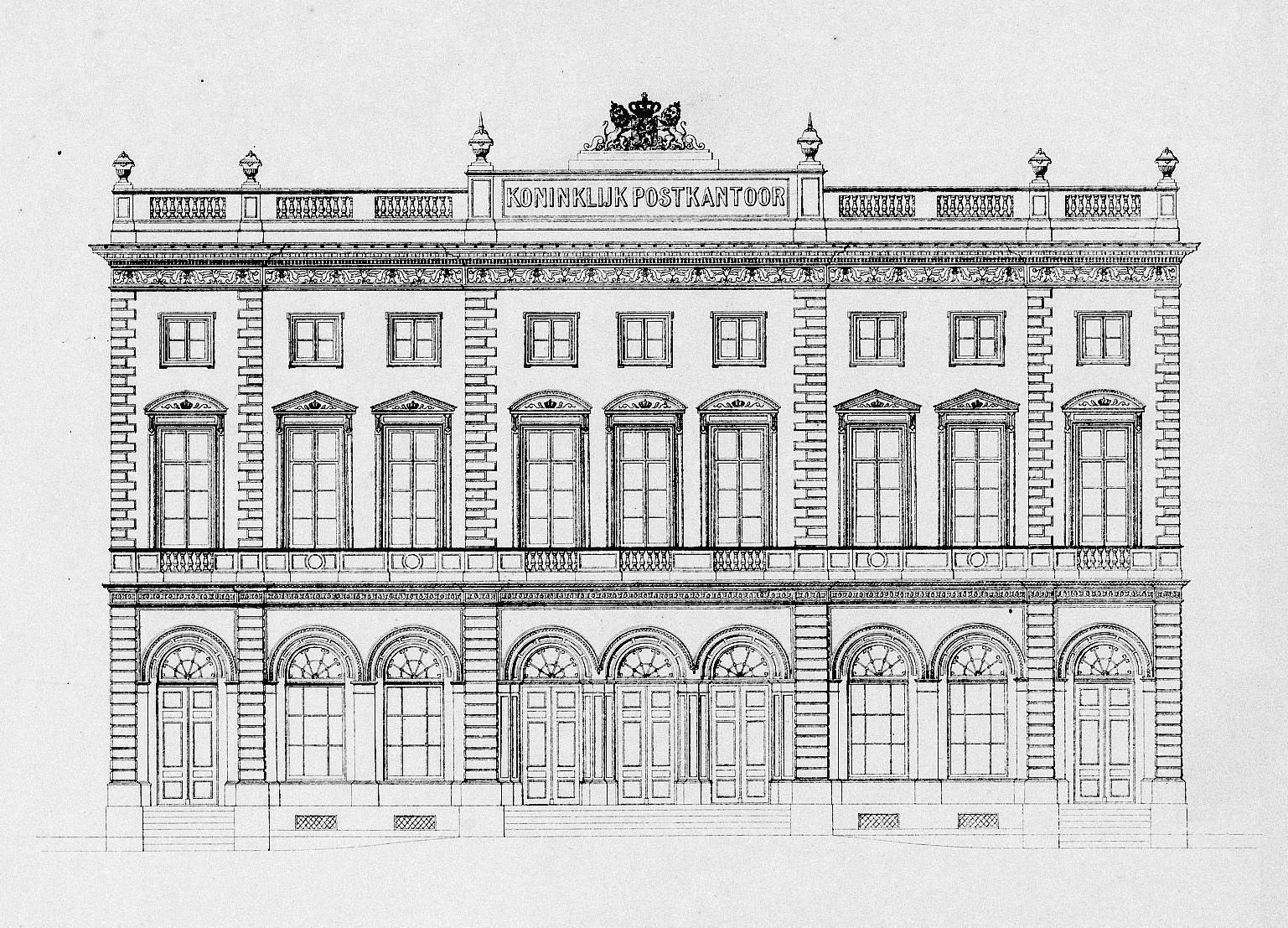
Zeichnung von 1854 des alten Königlichen Postamts in 192 Nieuwezijds Voorburgwal, abgerissen 1897
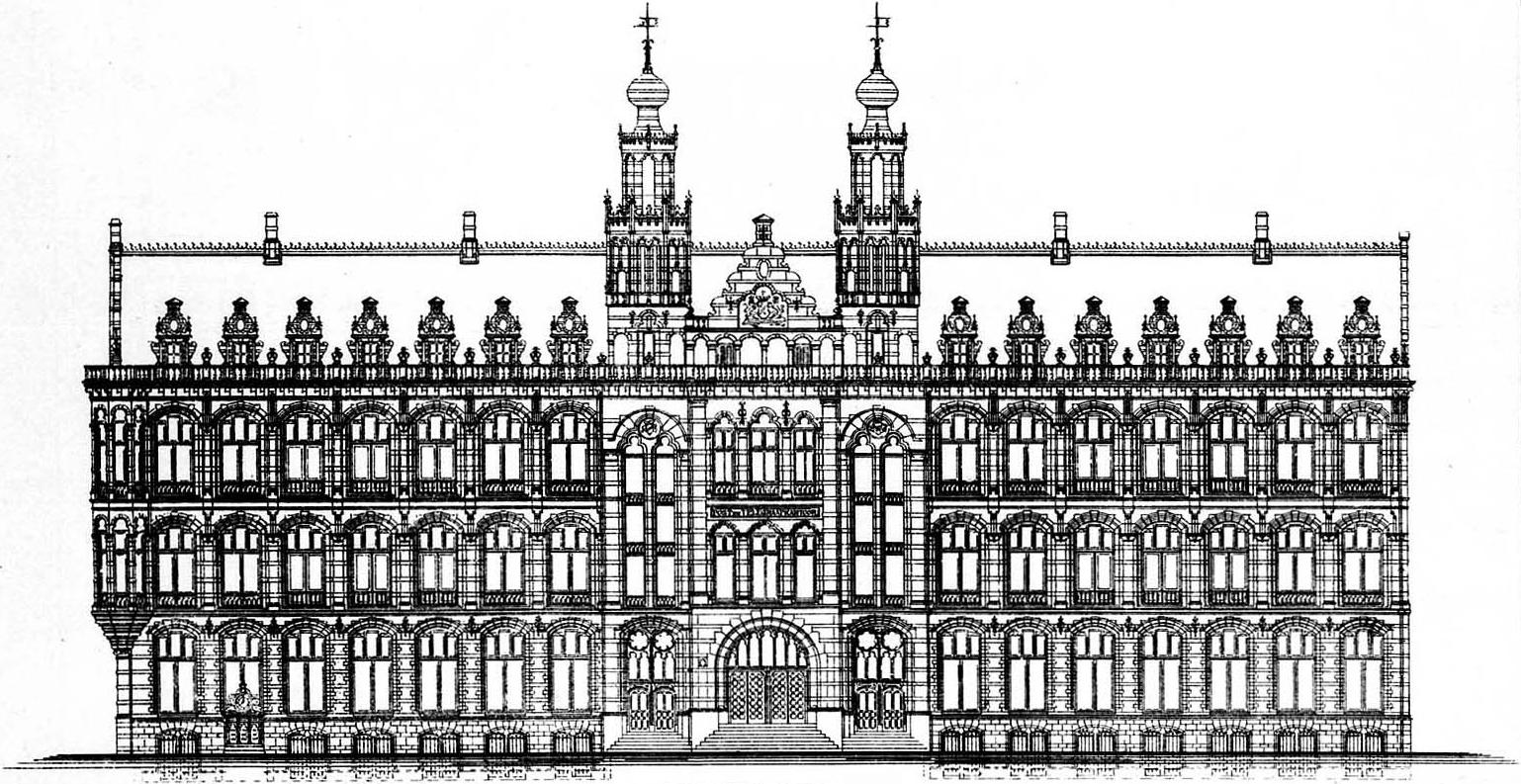
Zeichnung des neuen Hauptpostamts am Nieuwezijds Voorburgwal 182 aus dem 19. Jahrhundert
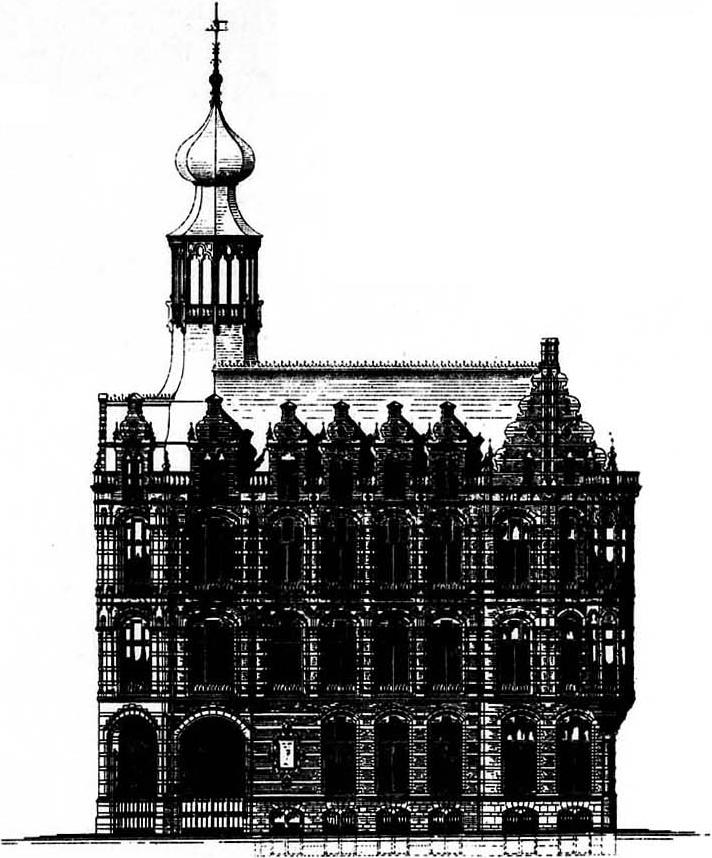
Zeichnung der Seitenwand des neuen Hauptpostamtes in der Raadhuisstraat aus dem 19. Jahrhundert